# Кузьниця-Катовська
Кузьниця-Катовська (пол. Kuźnica Katowska, нім. Alt Hammer) — село в Польщі, у гміні Попелюв Опольського повіту Опольського воєводства.
Населення — 131 особа (2011).

## Демографія
Демографічна структура станом на 31 березня 2011 року:
|          | Загалом | Допрацездатний вік | Працездатний вік | Постпрацездатний вік |
| -------- | ------- | ------------------ | ---------------- | -------------------- |
| Чоловіки | 76      | 14                 | 52               | 10                   |
| Жінки    | 55      | 8                  | 30               | 17                   |
| Разом    | 131     | 22                 | 82               | 27                   |